# Vila Jana Rohrera
Vila Jana Rohrera je funkcionalistická stavba z roku 1928 na rohu ulic Karoliny Světlé a Vlastiny v plzeňské čtvrti Lochotín. Jedná se zřejmě o první funkcionalistickou stavbu na Plzeňsku na vůbec.

## Historie
Investorem vily byl A. J. Rohrer, majitel plzeňské firmy zabývající se velkovýrobou a vývozem uzenářského zboží. Zpracováním projektu pověřil architekta Josefa Špalka ml. z Prahy. Stavitelem byl František Vachta. 
Projekt byl dokončen v únoru 1928, kdy začala stavba vily. V roce 1930 započala stavba garáže a k jihovýchodnímu nároží domu byl přistavěn skleník. V roce 1933 byl pak nad zahradní vstup doplněn balkon. Jižní část zahrady obsahovala několik drobných zahradně architektonických prvků (osmiboký altán, bazén, zahradní posezení). Zřejmě v 60. nebo 70. letech 20. století došlo k oddělení severní, původně užitkové části zahrady a k jejímu zastavění dalším rodinným domem.
V roce 1994 byla vila prohlášena kulturní památkou. V roce 2005 pak nový vlastník provedl přestavbu a nástavbu domu, která původní architektonické řešení nerespektovala.

## Architektura
V suterénní části domu se nacházel jednopokojový byt domovníka, dvě nadzemní podlaží pak vyplňoval byt vlastníka domu.
Přísně funkcionalistické stavba byla jako vzor moderního bydlení v době svého vzniku prezentována v odborných časopisech a na výstavách.